# Eta Ursae Majoris
Eta Ursae Majoris (prescurtat, η UMa) este o stea din constelația Ursa Mare. Ea poartă și numele tradiționale Alkaid, recunoscut oficial de Uniunea Astronomică Internațională, și Benetnash, care provin amândouă din arabă.
Alkaid este steaua cu cea mai mare ascensie dreaptă din asterismul Carul Mare. Totodată, contrar celor mai multe stele din asterismul Carul Mare, ea nu este membră a curentului de stele din Ursa Mare.
Cu o temperatură de suprafață de 20.000 Kelvin, este una dintre cele mai fierbinți stele care poate fi văzută cu ochiul liber. Diametrul său este de două ori mai mare decât acela al Soarelui, luminozitatea sa este de mai multe sute de ori mai mare, iar masa sa este de circa 13 ori mai mare.
Numele sale tradiționale, Alkaid și Benetnash, provin din sintagma arabă قائد بنات نعش, transliterat Al Ka'Id Banat Al 'At Na'ash. 